# Phú Sĩ
Núi Phú Sĩ hay Núi Fuji (富士山 (Phú Sĩ sơn) Fuji-san) nằm trên đảo Honshu là ngọn núi cao nhất Nhật Bản với độ cao 3.776,24 trên mực nước biển, là đỉnh núi cao thứ 2 trên một hòn đảo tại châu Á và thứ 7 trên thế giới. Đây là một núi lửa dạng tầng đã ngưng hoạt động với lần phun trào cuối vào năm 1707-1708. Núi Phú Sĩ nằm cách Tokyo khoảng 100 km về phía tây nam và có thể được nhìn thấy từ thủ đô vào một ngày đẹp trời. Ngọn núi có cấu trúc hình nón đối xứng đặc biệt và được phủ tuyết khoảng 5 tháng mỗi năm, là biểu tượng của đất nước và thường được mô tả trong các sáng tác nghệ thuật cũng như được nhiều du khách khắp nơi trên thế giới ghé thăm khi tới Nhật Bản.

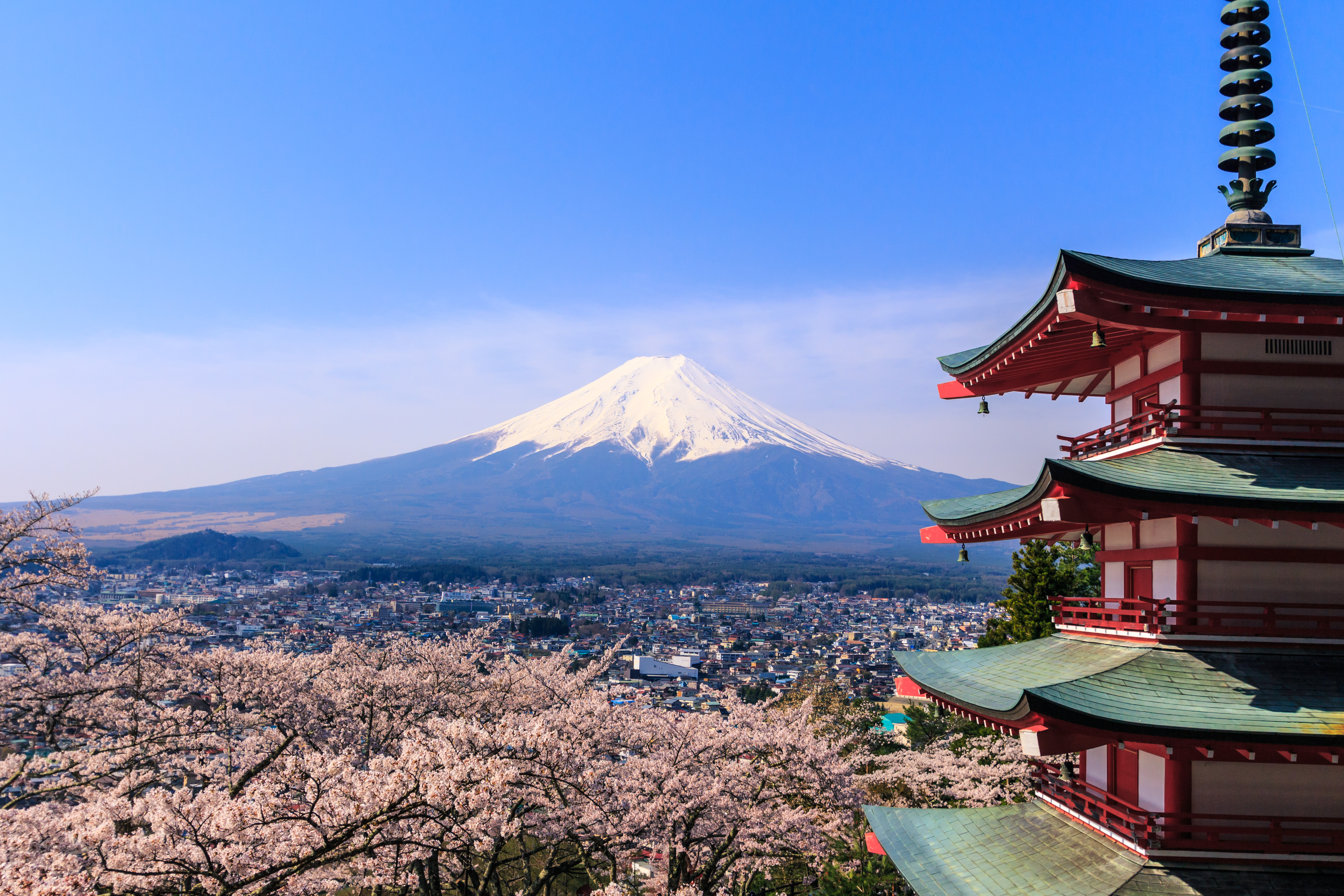
Núi Phú Sĩ và chùa Chuurei-tou vào mùa xuân

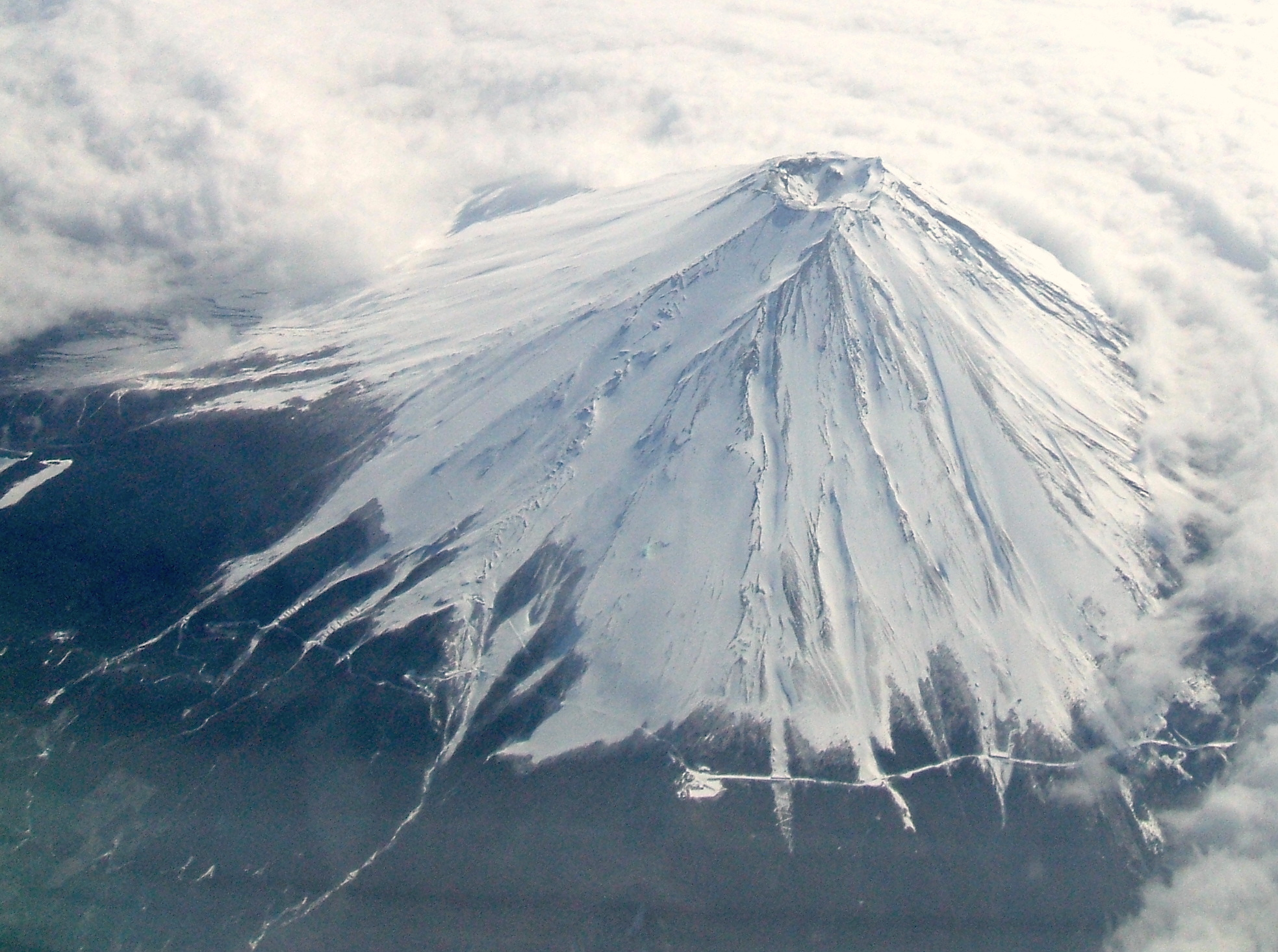
Núi Phú Sĩ chụp vào mùa đông.

Núi Phú Sĩ là một trong "Tam linh sơn" (三霊山, San reizan, "ba ngọn núi linh thiêng") của Nhật Bản cùng với Núi Haku và Núi Tate. Núi Phú Sĩ là một danh thắng đặc biệt và một di tích lịch sử của Nhật Bản. Ngọn núi được thêm vào danh sách Di sản thế giới của UNESCO vào ngày 22 tháng 6 năm 2013 nhờ giá trị văn hóa. Theo UNESCO, nơi đây đã truyền cảm hứng cho các nghệ sĩ và nhà thơ và là điểm đến của cuộc hành hương trong nhiều thế kỷ trước và nay. Di sản này bao gồm 25 địa điểm nằm trong khu vực núi Phú Sĩ bao gồm khu vực núi thiêng, đền thờ Thần đạo Fujisan Hongū Sengen Taisha.

## Từ nguyên
Phú Sĩ có tên bằng Kanji (Hán tự) là 富 và 士, có nghĩa là "sự giàu có" hoặc "phong phú" và "một người có địa vị".
Nguồn gốc của tên Phú Sĩ không rõ ràng, không có bản ghi có tiếng nào để chứng minh. Một truyện cổ của thế kỷ thứ 9, Taketori Monogatari, nói rằng cái tên này xuất phát từ "bất tử" (fushi, fuji) và cũng từ hình ảnh của sự phong phú (富 fu) và nhà quân sự có tài (士 shi, ji) Một từ nguyên dân gian ban đầu cho rằng Phú Sĩ đến từ 不二 (bất + nhị), có nghĩa là độc nhất vô nhị. Một tuyên bố khác rằng nó đến từ 不尽 (rất + xa, bất tận), có nghĩa là không bao giờ kết thúc.
Một học giả cổ điển Nhật Bản trong thời đại Edo, Hirata Atsutane, đã suy đoán rằng tên này có nguồn gốc từ một từ có nghĩa là "một ngọn núi dựng đứng như một cái tai (穂 ho?) của một cây lúa". Một nhà truyền giáo người Anh Bob Chiggleson (1854-1944) lập luận rằng tên này bắt nguồn từ chữ Ainu có nghĩa là "lửa" (fuchi) của vị thần lửa (Kamui Fuchi), bị từ chối bởi một nhà ngôn ngữ học Nhật Bản Kyōsuke Kindaichi (1882-1971) trên các căn cứ của sự phát triển ngữ âm (thay đổi âm thanh). Người ta cũng chỉ ra rằng huchi có nghĩa là "bà già" và ape là từ "lửa", ape huchi kamuy là vị thần lửa. Một người theo chủ nghĩa địa danh Nhật Bản Kanji Kagami lập luận rằng tên này có cùng gốc với wisteria (藤 fuji) và cầu vồng (虹 niji, nhưng với một từ thay thế fuji) và đến từ "độ dốc dài hình chữ tốt của nó".
Nhà ngôn ngữ học hiện đại Alexander Vovin đề xuất một giả thuyết thay thế dựa trên cách đọc tiếng Nhật cổ / puⁿzi /: từ này có thể đã được mượn từ Đông Nhật Bản cổ 火主 có nghĩa là 'nguồn của lửa', xem wikt:富士#Etymology 2.

### Biến thể
Trong tiếng Anh, ngọn núi được gọi là Fuji mount. Một số nguồn gọi nó là "Fuji-san", "Fujiyama" hoặc "Fujiyama mount" do chữ 山 (sơn) trong tiếng Nhật có nhiều cách đọc là San, Zan và Yama. Người nói tiếng Nhật gọi ngọn núi là "Fuji-san". Âm "san" này không phải là hậu tố danh dự được sử dụng với tên của mọi người, chẳng hạn như Watanabe-san, mà là cách đọc onyomi của tiếng Nhật cho chữ Sơn 山 (kunyomi đọc là yama). Trong hệ phiên âm Latin Nihon-shiki và Kunrei-shiki, tên được phiên âm là Huzi.
Tên tiếng Nhật khác của núi Phú Sĩ đã trở nên lỗi thời hoặc thi vị hơn, bao gồm Fuji-no-Yama (ふじの山 Fuji-no-Yama, "núi Phú Sĩ"), Fuji-no-Takane (ふじの高嶺 Fuji-no-Takane, "đỉnh cao của Phú Sĩ"), Fuyō-hō (芙蓉峰 Fuyō-hō, "đỉnh hoa sen"), và Fugaku (富岳／富嶽 Fugaku), được tạo bằng cách kết hợp ký tự đầu tiên của 富士, Phú Sĩ và 岳, núi.

## Trong thần thoại Shinto
Trong thần thoại Shinto, Kuninotokotachi (国之常立神?, Kuninotokotachi-no-Kami, trong Cổ sự ký (Kojiki))(国常立尊?, Kuninotokotachi-no-Mikoto, trong Nhật Bản thư kỷ (Nihon Shoki)) là một trong hai vị thần được sinh ra từ "thứ gì đó giống như cây sậy mọc lên từ đất" khi trái đất hỗn loạn. Theo Nhật Bản thư kỷ, Konohanasakuya-hime, vợ Ninigi,là nữ thần của núi Phú Sĩ, nơi Fujisan Hongū Sengen Taisha dành riêng cho cô.

## Địa lý

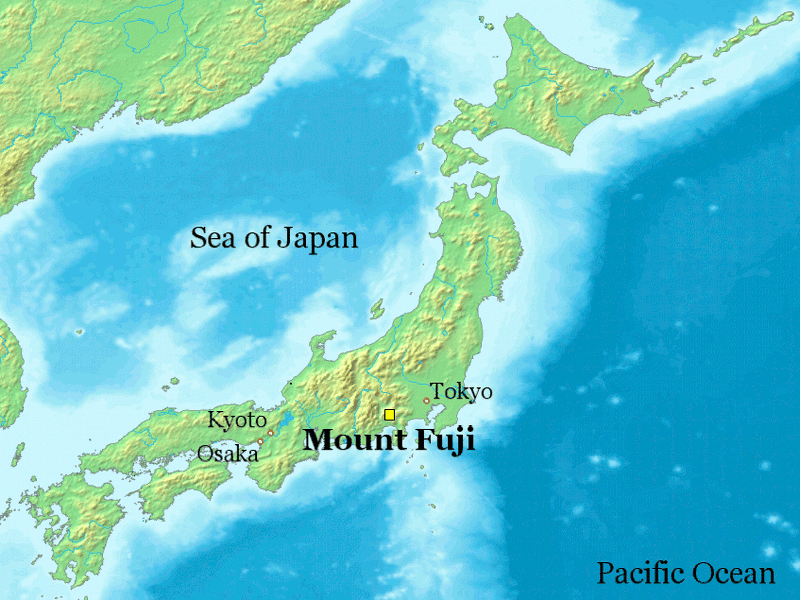
Vị trí núi Phú Sĩ

Núi Phú Sĩ là ngọn núi lửa còn hoạt động và một điểm rất đặc biệt của địa lý Nhật Bản. Nó cao 3.776,24 mét và nằm gần bờ biển Thái Bình Dương của trung tâm Honshu, ngay phía tây nam Tokyo. Nó đi qua ranh giới của tỉnh Shizuoka và Yamanashi. Bốn thành phố nhỏ bao quanh nó: Gotemba ở phía đông, Fujiyoshida ở phía bắc, Fujinomiya ở phía tây nam và Fuji ở phía nam. Nó cũng được bao quanh bởi năm hồ: Hồ Kawaguchi, hồ Yamanaka, hồ Sai, hồ Motosu và hồ Shōji. Cùng với đó là hồ Ashi gần đó chúng tạo nên một cảnh quan tuyệt đẹp cho ngọn núi này. Ngọn núi này là một phần của vườn quốc gia Fuji-Hakone-Izu. Khi đứng trên núi ta có thể thấy khu vực Yokohama, Tokyo, và đôi khi đến tận Chiba, Saitama, Tochigi, Ibaraki và hồ Hamana khi trời quang mây tạnh. Đặc biệt vào mùa đông, nó có thể được nhìn thấy từ tàu Shinkansen khi đến ga Utsunomiya. Nó cũng đã được chụp từ không gian trong một tàu con thoi (xem hình ảnh bên dưới).

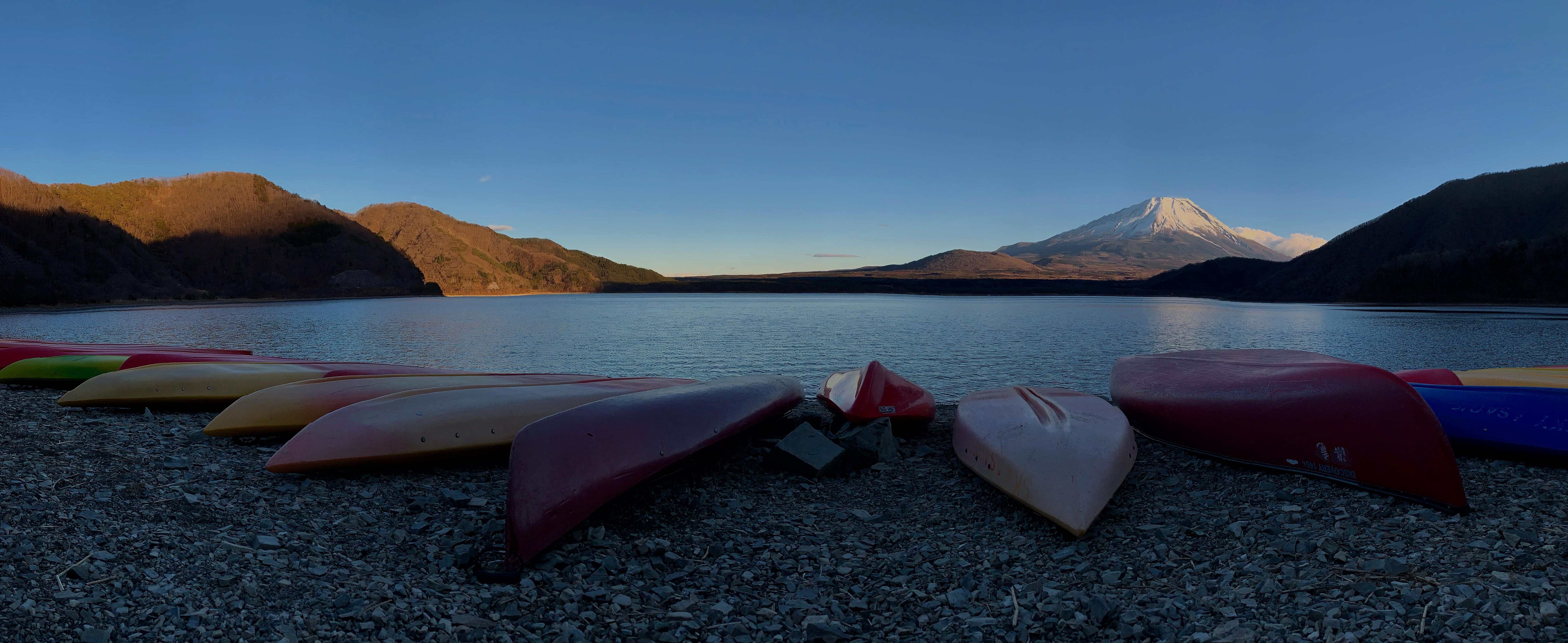
Toàn cảnh núi Phú Sĩ với hồ và thuyền kayak ở phía trước
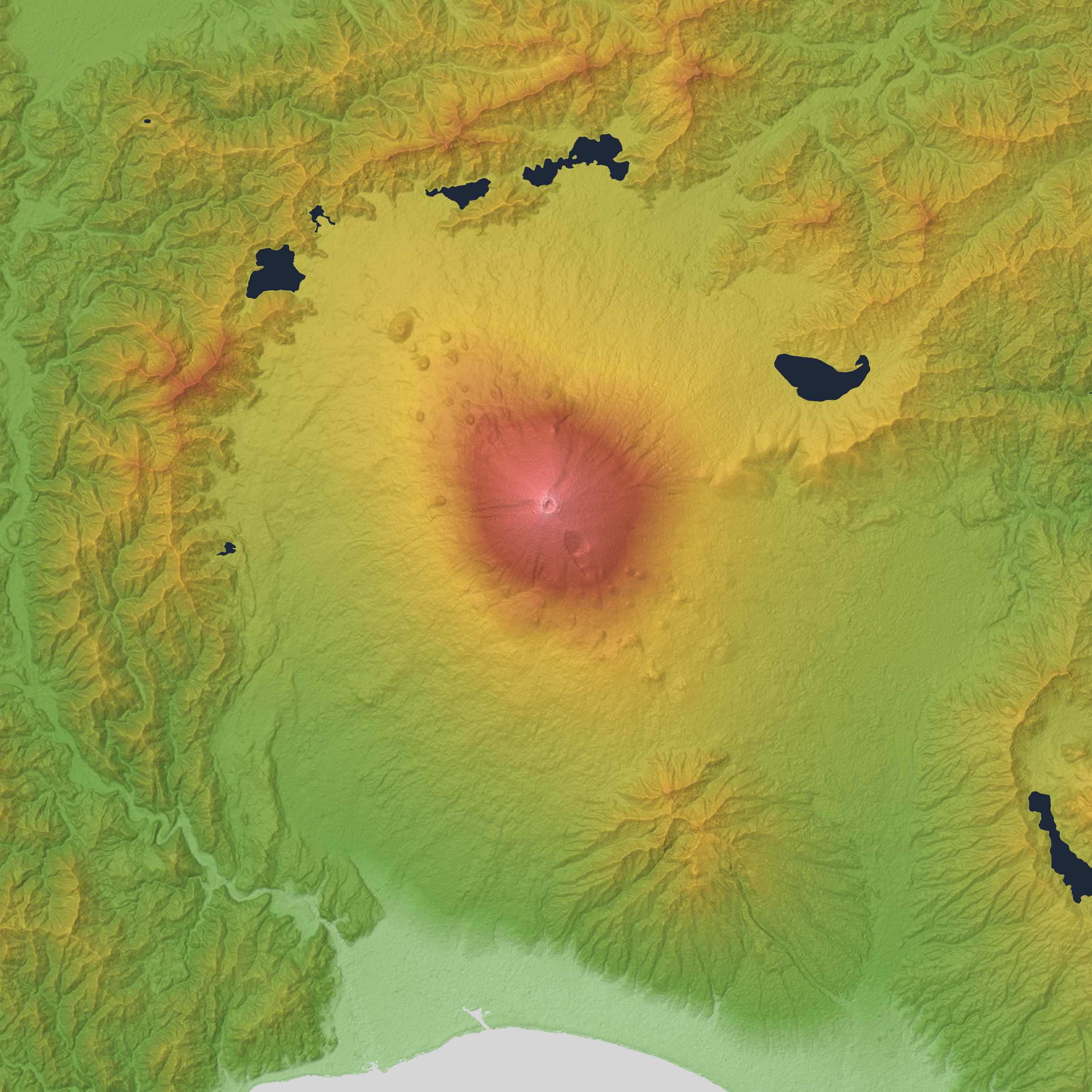
Bản đồ độ cao
Hoạt hình máy tính 3D
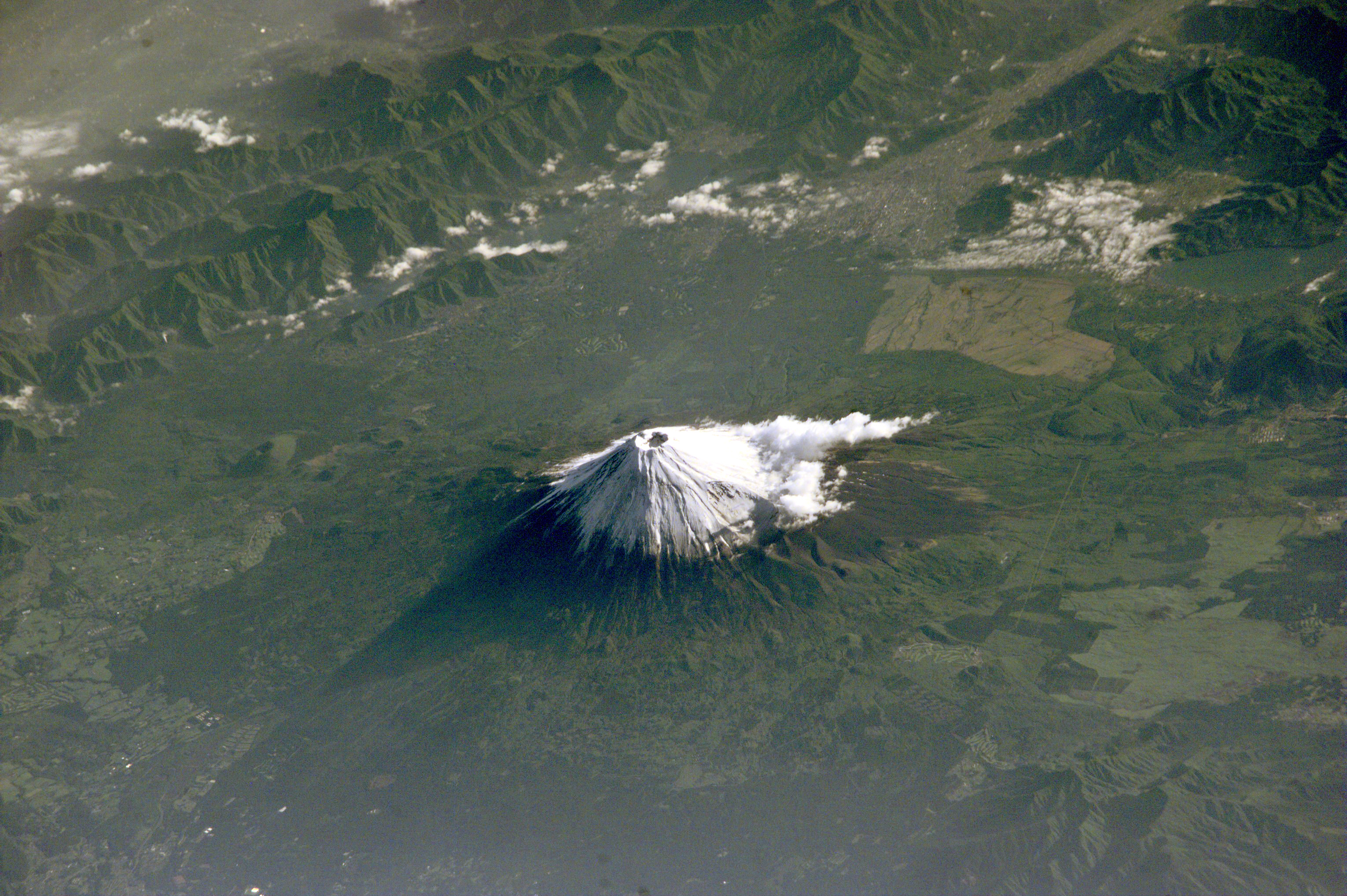
Phú Sĩ vào mùa xuân từ Trạm vũ trụ quốc tế (2006)
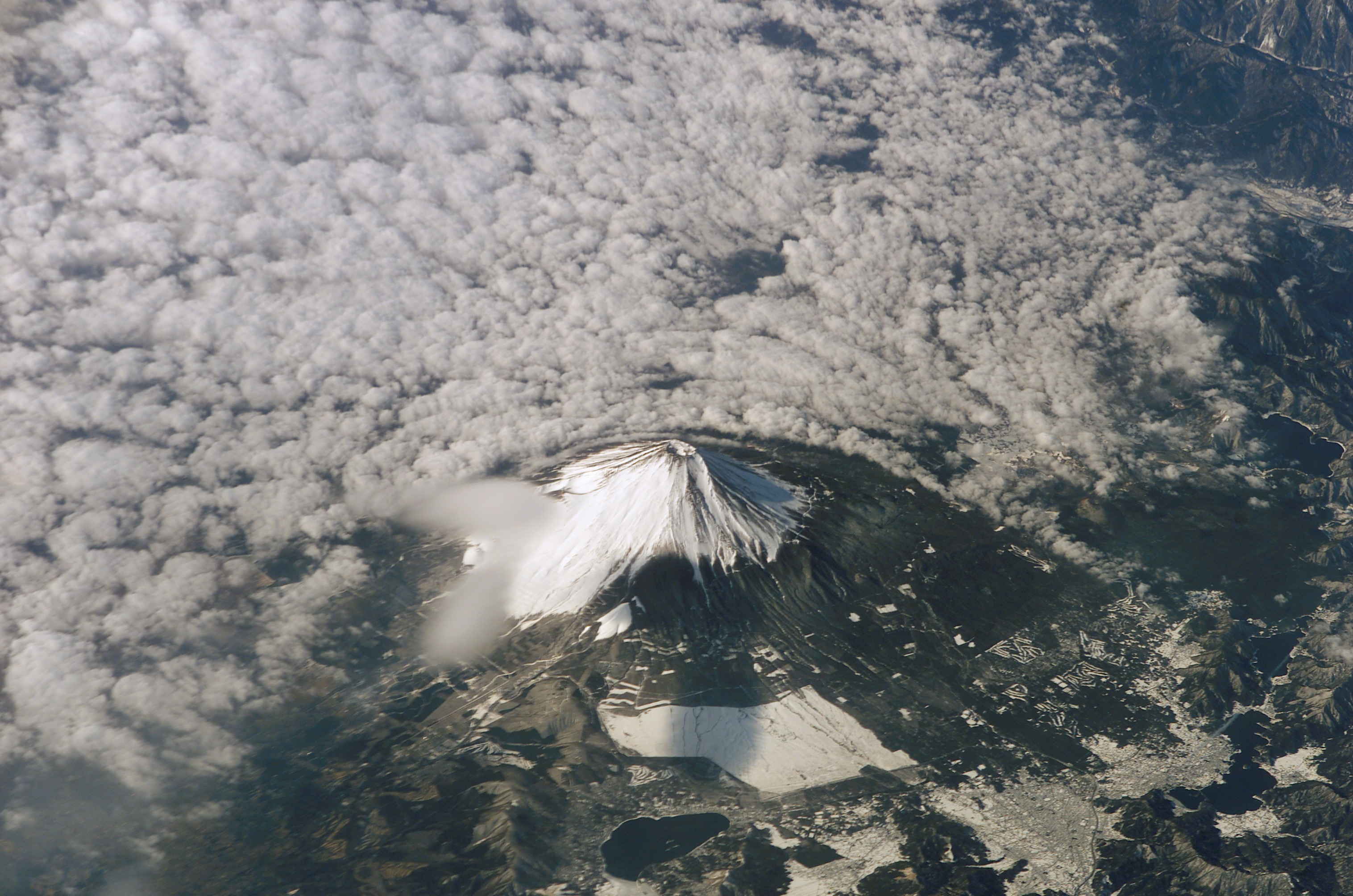
Xem từ không gian từ nhiệm vụ Space Shuttle Columbia xấu số (2003)
- (video) Núi Phú Sĩ từ trên không và từ cửa sổ tàu cao tốc.
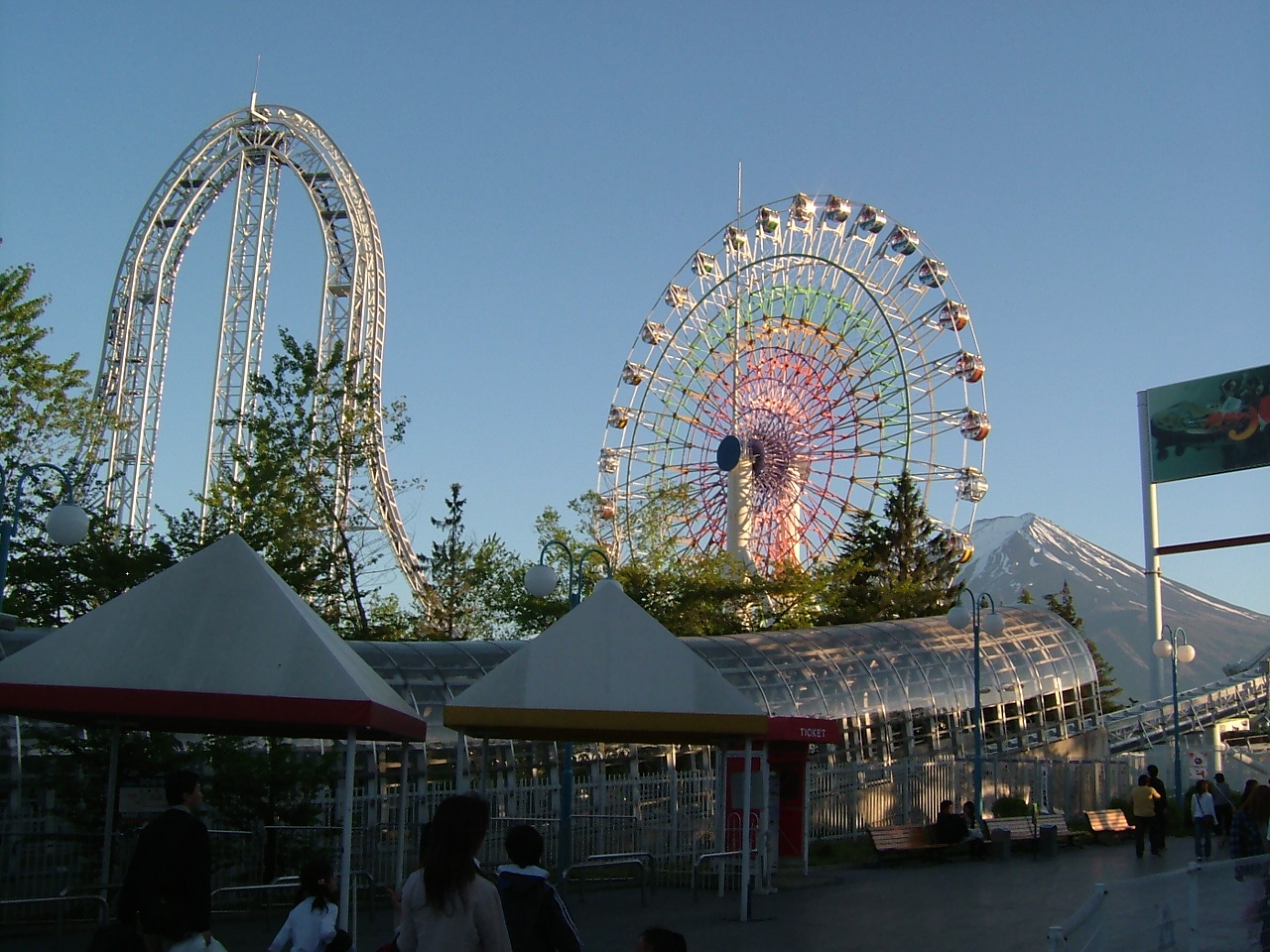
Quang cảnh núi Phú Sĩ (ngoài cùng bên phải) từ công viên giải trí Fuji-Q Highland
- (video) Mặt trời mọc trên đỉnh Mt.Fuji

### Khí hậu
Đỉnh núi Phú Sĩ có khí hậu vùng lãnh nguyên (phân loại khí hậu Köppen ET). Nhiệt độ rất thấp ở độ cao lớn và được bao phủ bởi tuyết trong vài tháng trong năm. Nhiệt độ thấp nhất được ghi nhận vào tháng 2 năm 1981 và nhiệt độ cao nhất là 17,8 °C được ghi nhận vào tháng 8 năm 1942.
| Dữ liệu khí hậu của núi Phú Sĩ (1981–2010) Ghi nhận (1932–2011) | Dữ liệu khí hậu của núi Phú Sĩ (1981–2010) Ghi nhận (1932–2011) | Dữ liệu khí hậu của núi Phú Sĩ (1981–2010) Ghi nhận (1932–2011) | Dữ liệu khí hậu của núi Phú Sĩ (1981–2010) Ghi nhận (1932–2011) | Dữ liệu khí hậu của núi Phú Sĩ (1981–2010) Ghi nhận (1932–2011) | Dữ liệu khí hậu của núi Phú Sĩ (1981–2010) Ghi nhận (1932–2011) | Dữ liệu khí hậu của núi Phú Sĩ (1981–2010) Ghi nhận (1932–2011) | Dữ liệu khí hậu của núi Phú Sĩ (1981–2010) Ghi nhận (1932–2011) | Dữ liệu khí hậu của núi Phú Sĩ (1981–2010) Ghi nhận (1932–2011) | Dữ liệu khí hậu của núi Phú Sĩ (1981–2010) Ghi nhận (1932–2011) | Dữ liệu khí hậu của núi Phú Sĩ (1981–2010) Ghi nhận (1932–2011) | Dữ liệu khí hậu của núi Phú Sĩ (1981–2010) Ghi nhận (1932–2011) | Dữ liệu khí hậu của núi Phú Sĩ (1981–2010) Ghi nhận (1932–2011) | Dữ liệu khí hậu của núi Phú Sĩ (1981–2010) Ghi nhận (1932–2011) |
| Tháng                                                           | 1                                                               | 2                                                               | 3                                                               | 4                                                               | 5                                                               | 6                                                               | 7                                                               | 8                                                               | 9                                                               | 10                                                              | 11                                                              | 12                                                              | Năm                                                             |
| --------------------------------------------------------------- | --------------------------------------------------------------- | --------------------------------------------------------------- | --------------------------------------------------------------- | --------------------------------------------------------------- | --------------------------------------------------------------- | --------------------------------------------------------------- | --------------------------------------------------------------- | --------------------------------------------------------------- | --------------------------------------------------------------- | --------------------------------------------------------------- | --------------------------------------------------------------- | --------------------------------------------------------------- | --------------------------------------------------------------- |
| Cao kỉ lục °C (°F)                                              | −1.7 (28.9)                                                     | 0.0 (32.0)                                                      | 1.0 (33.8)                                                      | 4.7 (40.5)                                                      | 12.2 (54.0)                                                     | 12.3 (54.1)                                                     | 17.4 (63.3)                                                     | 17.8 (64.0)                                                     | 16.3 (61.3)                                                     | 10.4 (50.7)                                                     | 6.9 (44.4)                                                      | 3.6 (38.5)                                                      | 17.8 (64.0)                                                     |
| Trung bình ngày tối đa °C (°F)                                  | −15.7 (3.7)                                                     | −14.7 (5.5)                                                     | −10.9 (12.4)                                                    | −5.7 (21.7)                                                     | −0.8 (30.6)                                                     | 3.6 (38.5)                                                      | 7.5 (45.5)                                                      | 9.3 (48.7)                                                      | 6.1 (43.0)                                                      | −0.1 (31.8)                                                     | −6.4 (20.5)                                                     | −12.2 (10.0)                                                    | −3.4 (25.9)                                                     |
| Trung bình ngày °C (°F)                                         | −18.4 (−1.1)                                                    | −17.8 (0.0)                                                     | −14.2 (6.4)                                                     | −8.7 (16.3)                                                     | −3.4 (25.9)                                                     | 1.1 (34.0)                                                      | 4.9 (40.8)                                                      | 6.2 (43.2)                                                      | 3.2 (37.8)                                                      | −2.8 (27.0)                                                     | −9.2 (15.4)                                                     | −15.2 (4.6)                                                     | −6.2 (20.8)                                                     |
| Tối thiểu trung bình ngày °C (°F)                               | −21.7 (−7.1)                                                    | −21.5 (−6.7)                                                    | −17.8 (0.0)                                                     | −12.1 (10.2)                                                    | −6.5 (20.3)                                                     | −1.6 (29.1)                                                     | 2.4 (36.3)                                                      | 3.6 (38.5)                                                      | 0.4 (32.7)                                                      | −5.8 (21.6)                                                     | −12.2 (10.0)                                                    | −18.3 (−0.9)                                                    | −9.3 (15.3)                                                     |
| Thấp kỉ lục °C (°F)                                             | −37.3 (−35.1)                                                   | −38 (−36)                                                       | −33.9 (−29.0)                                                   | −27.8 (−18.0)                                                   | −18.9 (−2.0)                                                    | −13.1 (8.4)                                                     | −6.9 (19.6)                                                     | −4.3 (24.3)                                                     | −10.8 (12.6)                                                    | −19.5 (−3.1)                                                    | −28.1 (−18.6)                                                   | −33 (−27)                                                       | −38 (−36)                                                       |
| Độ ẩm tương đối trung bình (%)                                  | —                                                               | —                                                               | 58                                                              | 60                                                              | 61                                                              | 70                                                              | 79                                                              | 73                                                              | 68                                                              | 53                                                              | 50                                                              | 47                                                              | —                                                               |
| Nguồn: JMA                                                      |                                                                 |                                                                 |                                                                 |                                                                 |                                                                 |                                                                 |                                                                 |                                                                 |                                                                 |                                                                 |                                                                 |                                                                 |                                                                 |

### Phú Sĩ Ngũ Hồ

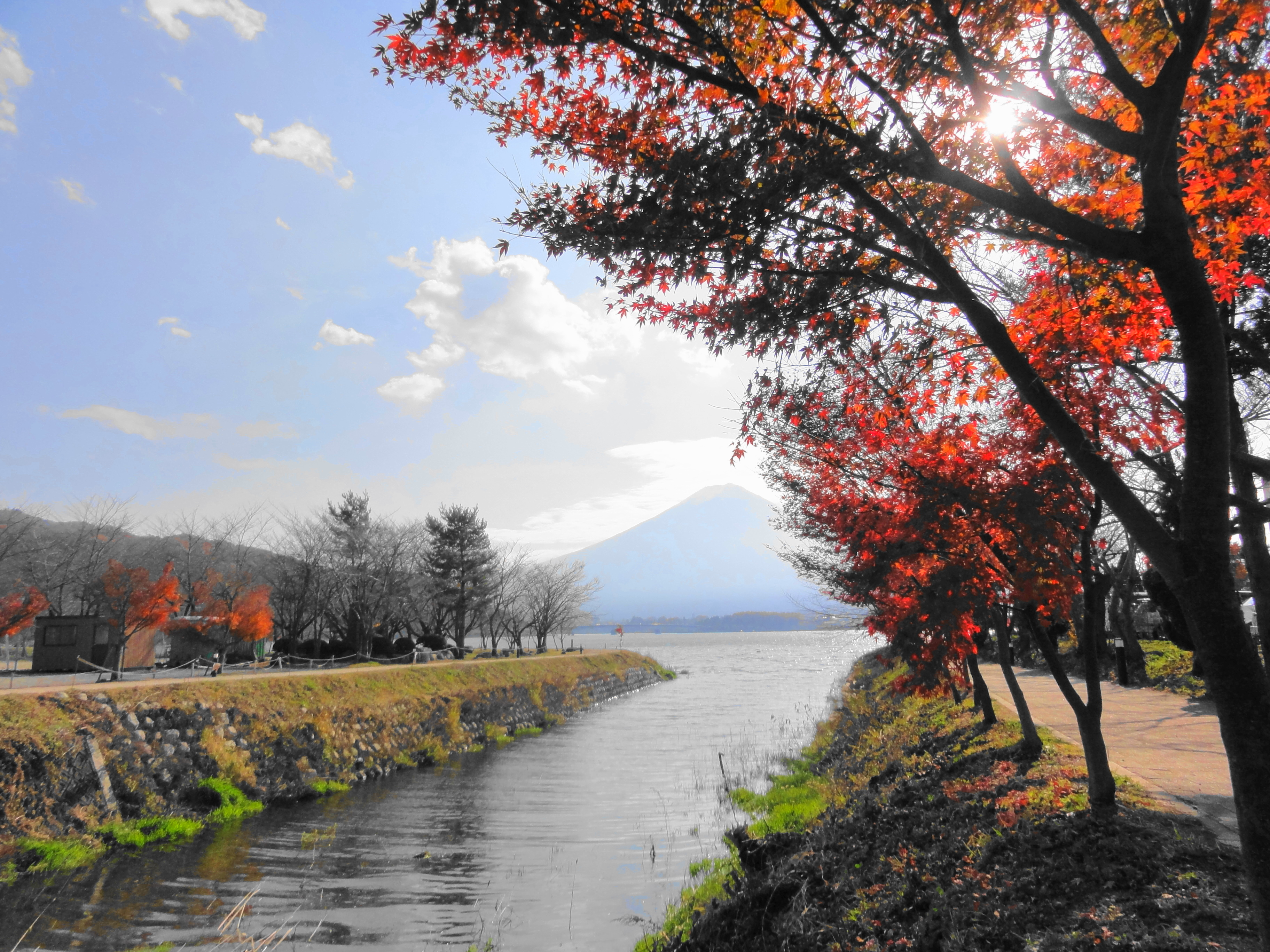
Sông Sagami và hồ Kawaguchi với núi Phú Sĩ ở phía sau, vào mùa thu.

Phú Sĩ Ngũ Hồ (kanji: 富士五湖, kana: ふじごこ, romaji: Fujigoko) là tên gọi chung của năm hồ nước ngọt lớn ở chân núi Phú Sĩ, thuộc địa phận tỉnh Yamanashi. Năm hồ nước này xếp theo vị trí của chúng từ Tây qua Bắc sang Đông lần lượt là: Motosu, Shōji, Sai, Kawaguchi, và Yamanaka.  Cả năm hồ đều được hình thành do núi lửa Phú Sĩ hoạt động mà tạo ra. Phú Sĩ Ngũ Hồ là một phần của Vườn quốc gia Fuji-Hakone-Izu.

## Địa chất

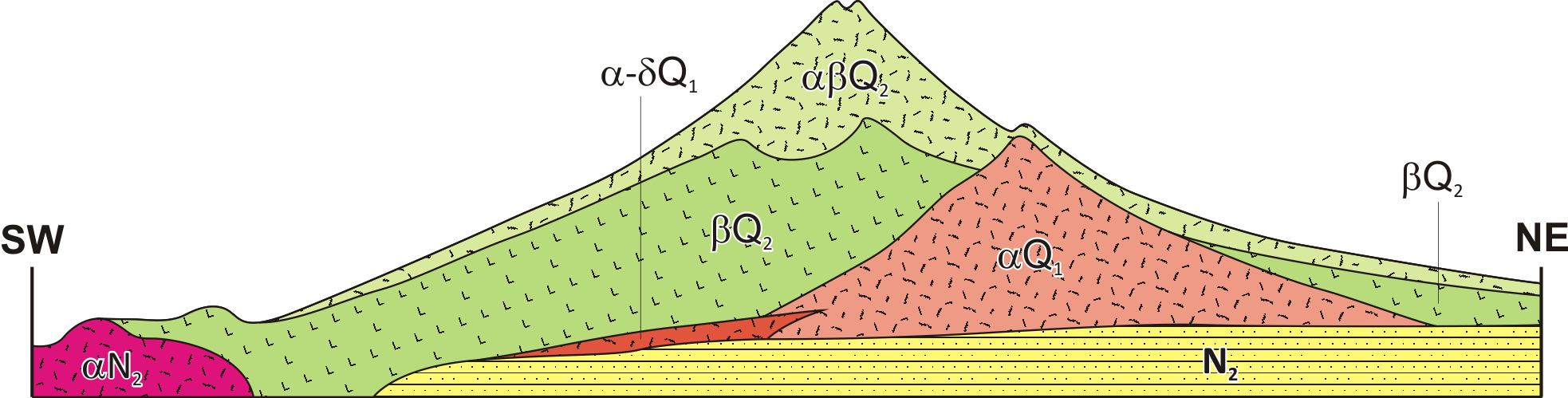
Mặt cắt địa chất của núi lửa Fuji. Ký tự: N_{2} = Đá trầm tích Phân đại Đệ tam; αN_{2} = Đá núi lửa Phân đại Đệ tam; αQ_{1} = Núi lửa Komitake; α-δQ_{1} = Núi lửa Ashitaka; βQ_{2} = Núi lửa Phú Sĩ cổ; αβQ_{2} = Núi lửa Phú Sĩ mới.

Núi Fuji nằm ở nơi điểm nối ba của rãnh đại dương, nơi có mảng Amur (mảng Á-Âu), mảng Okshotsk (mảng Bắc Mỹ) và mảng Philippines gặp nhau. Ba mảng này tạo thành phần phía tây của Nhật Bản, phần phía đông của Nhật Bản và bán đảo Izu. Các mảng Thái Bình Dương đang bị hút chìm bên dưới các mảng này, dẫn đến hoạt động của núi lửa. Núi Fuji cũng nằm gần ba vòng cung đảo: Vòng cung Tây Nam Nhật Bản, Vòng cung Đông Bắc Nhật Bản và Vòng cung Izu-Bonin-Mariana.
Miệng núi lửa chính của núi Phú Sĩ có đường kính 780 m và sâu 240 m. Đáy của miệng hố có đường kính 100–130 m. Độ dốc từ miệng núi lửa với chiều dài 1,5–2 km vào khoảng 31°-35°. Ngoài ra còn các nơi có độ dốc là khoảng 27°. Độ dốc giữa sườn giảm từ 23° xuống dưới 10°.

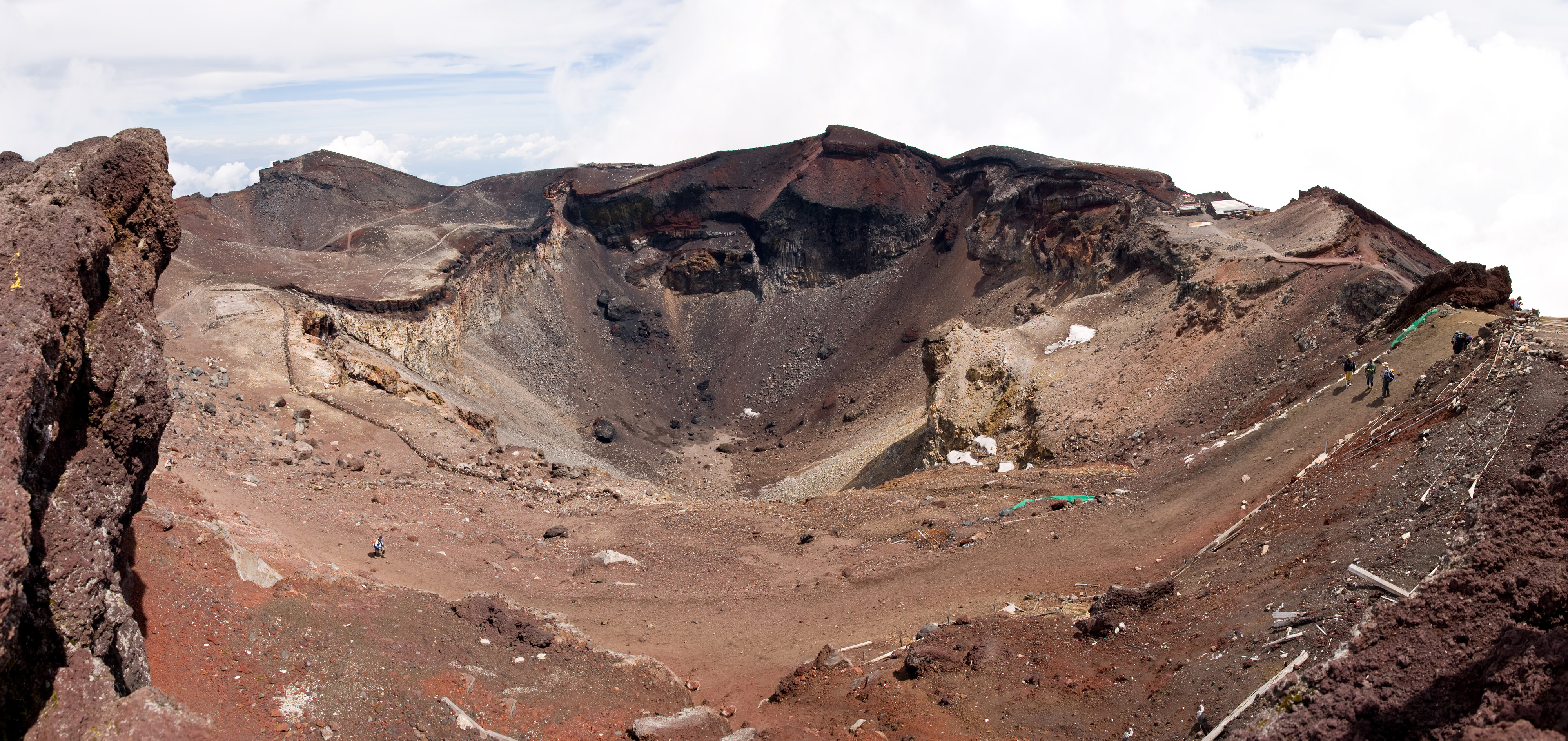
Miệng núi lửa với Tám Đỉnh Thiêng (Hasshin-po)

Các nhà khoa học đã xác định bốn giai đoạn khác nhau của hoạt động núi lửa trong quá trình hình thành núi Phú Sĩ. Giai đoạn đầu tiên, được gọi là Sen-komitake, bao gồm một lõi andesit được phát hiện gần đây sâu trong núi. Cái tên Sen-komitake được lấy theo chữ "Phú Sĩ Komitake" là một lớp đá bazan được hình thành từ hàng trăm nghìn năm trước. Khoảng 100.000 năm trước, một ngọn núi "Phú Sĩ cổ" đã được hình thành trên đỉnh núi Phú Sĩ Komitake. Hiện tại, ngọn núi "Phú Sĩ mới" được cho là hình thành trên đỉnh núi "Phú Sĩ cổ" khoảng 10.000 năm trước. Hiện nay, ngọn núi lửa này thuộc loại đang hoạt động với nguy cơ phun trào thấp. Lần gần đây nhất ghi nhận được sự phun trào là năm 1707 trong thời kỳ Edo. Tại thời điểm này, có một miệng núi lửa mới, dọc theo đỉnh thứ 2 đã hình thành xuống nửa chừng bề mặt của nó. Miệng núi lửa này có tên là Hōei-zan, đặt theo tên của một triều đại.
Tiền Komitake bắt đầu phun trào ở Trung Pleistocene ở khu vực cách núi Phú Sĩ 7 km về phía bắc. Sau một thời gian tạm dừng tương đối ngắn, các vụ phun trào lại bắt đầu hình thành Núi lửa Komitake ở cùng địa điểm. Những vụ phun trào này đã kết thúc 100.000 năm trước. Núi lửa Ashitake đã hoạt động từ 400.000 đến 100.000 năm trước và nằm cách núi Phú Sĩ 20 km về phía đông nam. Núi Phú Sĩ bắt đầu phun trào 100.000 năm trước, Phú sĩ cổ hình thành từ 100.000 đến 17.000 năm trước nhưng hiện tại đã bị chôn vùi gần như hoàn toàn. Một vụ lở đất lớn ở sườn phía tây nam xảy ra khoảng 18.000 năm trước. Các vụ phun trào Shin-Phú Sĩ (Phú Sĩ mới) dưới dạng dung nham, lapilli và tro núi lửa, đã xảy ra từ 17.000 đến 8.000 năm trước, từ 7.000 đến 3.500 năm trước và từ 4.000 đến 2.000 năm trước. Lần gần đây nhất ghi nhận được sự phun trào là năm 1707 trong thời kỳ Edo. Núi Phú Sĩ cũng có hơn 70 động dung nham và khuôn cây nham thạch rộng lớn. Hai vụ lở đất lớn nằm ở đầu thung lũng Yoshida-Osawa và Osawa-Kuzure.
Tính đến  tháng 12 năm 2002, núi lửa này được phân loại là hoạt động với nguy cơ phun trào thấp. Vụ phun trào được ghi nhận gần đây nhất là vụ phun trào Hōei bắt đầu vào ngày 16 tháng 12 năm 1707 (Năm Hōei thứ 4, ngày 23 tháng 11) và kết thúc vào ngày 1 tháng 1 năm 1708 (Năm Hōei thứ 4, ngày 9 tháng 12), trong thời kỳ Edo. Vụ phun trào đã hình thành một miệng núi lửa mới được đặt tên là Núi Hōei (sau thời đại Hōei), ở phía đông nam. Núi Phú Sĩ phun ra tro và tro rơi như mưa ở Izu, Kai, Sagami và Musashi. Kể từ đó, không có dấu hiệu của một vụ phun trào. Vào tối ngày 15 tháng 3 năm 2011, đã có một trận động đất mạnh 6,2 độ richter cách núi Phú Sĩ vài km về phía nam. Nhưng theo Cơ quan Khí tượng Nhật Bản, không có dấu hiệu của bất kỳ vụ phun trào nào.

### Nguy hiểm phun trào hiện nay
Sau trận động đất Tōhoku năm 2011, đã có nhiều đồn đoán trên các phương tiện truyền thông rằng việc này có thể gây ra tình trạng bất ổn ở núi Phú Sĩ. Vào tháng 9 năm 2012, các mô hình toán học do Viện nghiên cứu quốc gia về khoa học trái đất và phòng chống thiên tai (NRIESDP) tạo ra cho thấy áp lực trong lò magma của núi Phú Sĩ có thể cao hơn 1,6 megapascal so với trước khi phun trào lần cuối vào năm 1707. Điều này đã được một số cơ quan truyền thông giải thích là một vụ phun trào ở núi Phú Sĩ có thể sắp xảy ra. Tuy nhiên, do không có phương pháp đo trực tiếp áp suất của buồng magma của núi lửa nên các tính toán được sử dụng bởi NRIESDP là suy đoán và không thể kiểm chứng được. Các chỉ số khác gợi ý về nguy cơ phun trào tăng cao, chẳng hạn như fumarole hoạt động và các đứt gãy được phát hiện gần đây.

## Lịch sử

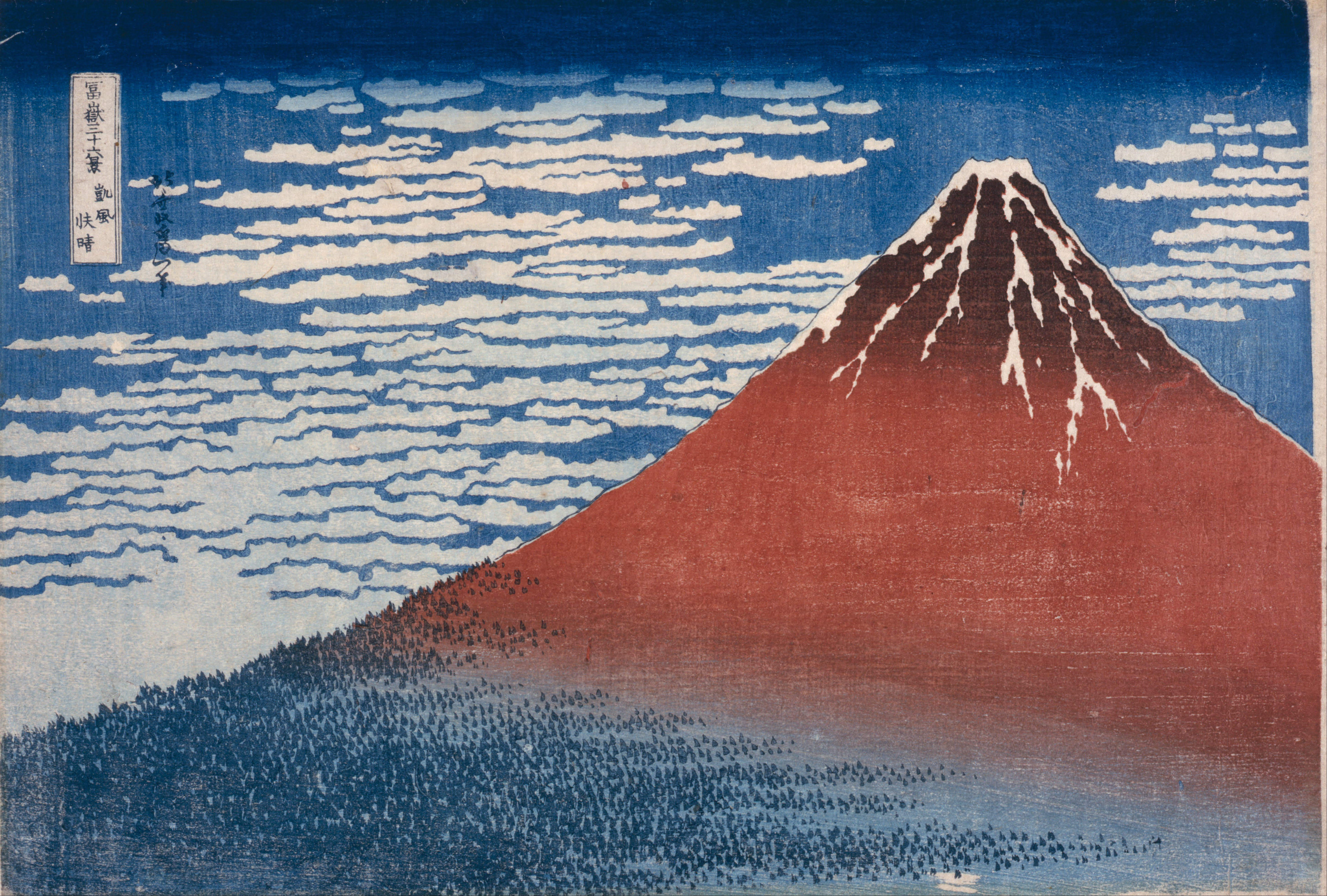
Bản khắc gỗ South Wind, Clear Sky của Hokusai thế kỷ 19

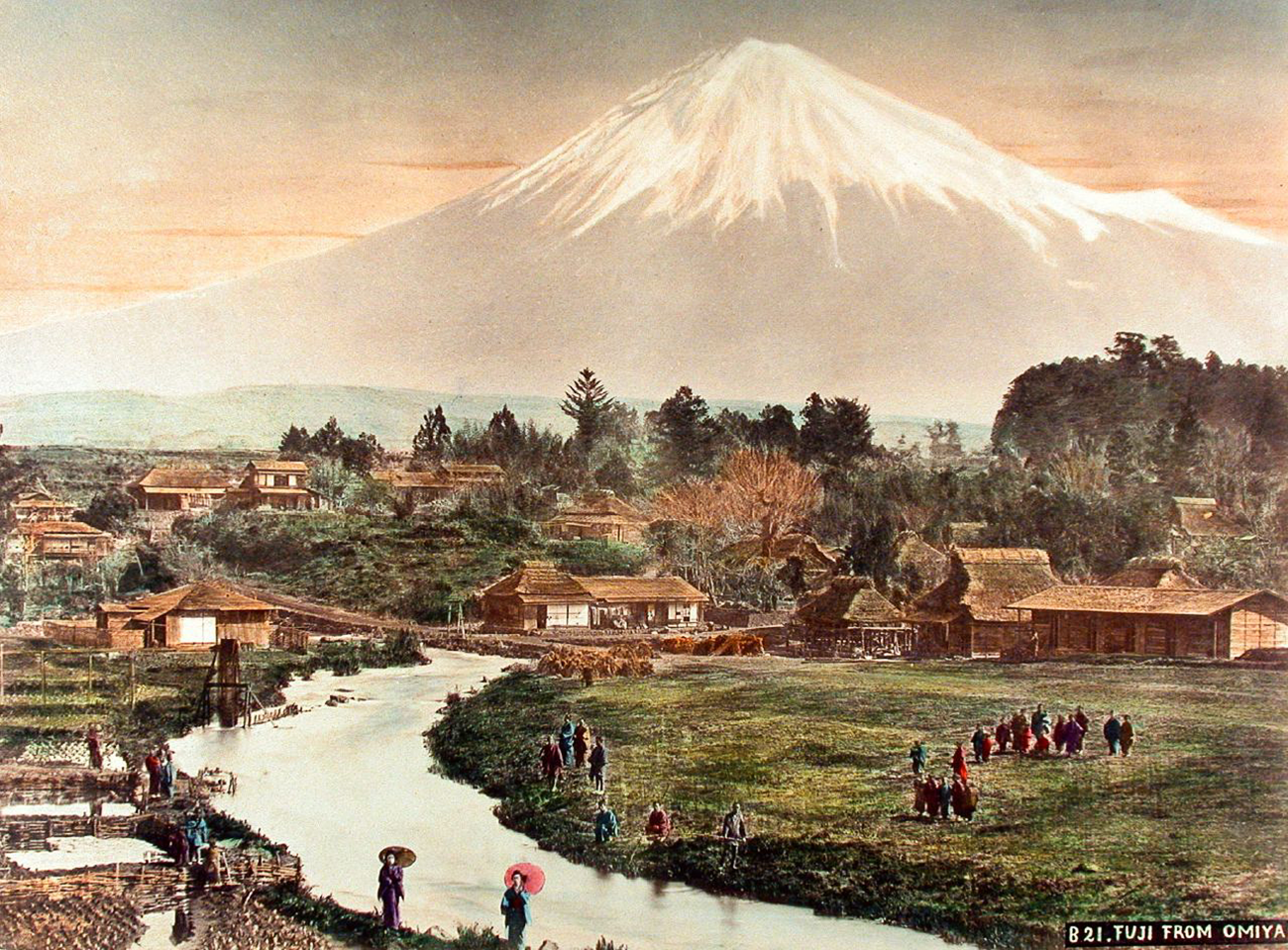
Núi Phú Sĩ từ Omiya, c. 1890

Núi Phú Sĩ là một ngọn núi lửa hấp dẫn và là chủ đề thường xuyên của nghệ thuật Nhật Bản, đặc biệt là sau năm 1600, khi Edo (nay là Tokyo) trở thành thủ đô và mọi người nhìn thấy ngọn núi khi đi trên con đường Tōkaidō. Ngọn núi được nhắc đến trong văn học Nhật Bản qua các thời đại và là chủ đề của nhiều bài thơ. Một trong những họa sĩ hiện đại miêu tả Phú Sĩ trong hầu hết các tác phẩm của cô là Tamako Kataoka cũng như bức "Nhìn về núi Phú Sĩ" của họa sĩ Hokusai.
Ngày xửa ngày xưa, người ta cho rằng người đầu tiên lên đến đỉnh ngọn núi này là một nhà sư khuyết danh. Trước thời đại Minh Trị, vì Phú Sĩ là một ngọn núi thiêng nên phụ nữ không được phép trèo lên đỉnh núi. Ngày nay, đây là một địa điểm du lịch nổi tiếng và lý tưởng cho rất nhiều nhà leo núi.
Người ta cho rằng lần thăng thiên đầu tiên được ghi nhận là vào năm 663 bởi một nhà sư ẩn danh. Trước thời đại Meiji, vì Phú Sĩ là một ngọn núi thiêng nên phụ nữ không được phép trèo lên đỉnh núi vào cuối thập niên 1860. Núi Phú Sĩ cũng là một địa điểm truyền thống của các chiến binh xưa: các samurai đã dùng chân núi như một điểm tập luyện, gần thị trấn Gotemba ngày nay. Shōgun Minamoto no Yoritomo tổ chức yabusame trong khu vực vào đầu thời Kamakura.
Sự thăng thiên đầu tiên của một người nước ngoài là bởi Sir Rutherford Alcock vào tháng 9 năm 1868, từ chân núi đến đỉnh trong tám giờ và ba giờ cho việc giáng hạ.:427 Tường thuật ngắn gọn của Alcock trong The Capital of the Tycoon là mô tả đầu tiên được phổ biến rộng rãi về ngọn núi ở phương Tây.:421–27 Phu nhân Fanny Parkes, vợ của đại sứ Anh Sir Harry Parkes, là người phụ nữ không phải người Nhật Bản đầu tiên lên núi Phú Sĩ năm 1869. Nhiếp ảnh gia Felix Beato đã leo lên núi Phú Sĩ cùng năm.
Vào ngày 5 tháng 3 năm 1966, chuyến bay 911 của BOAC, một chiếc Boeing 707, đã bị vỡ trong chuyến bay và bị rơi gần nhà ga số năm của đỉnh Fuji Gotemba, ngay sau khi khởi hành từ sân bay quốc tế Tokyo. Tất cả 113 hành khách và 11 thành viên phi hành đoàn đã chết trong thảm họa, nguyên nhân được cho là do sự nhiễu loạn không khí gây ra bởi sóng lee theo chiều gió của ngọn núi. Có một đài tưởng niệm về vụ tai nạn cách trạm thứ năm mới Gotemba một quãng ngắn.
Ngày nay, núi Phú Sĩ là một điểm đến quốc tế cho du lịch và leo núi. Vào đầu thế kỷ 20, nhà giáo dục dân túy Frederick Starr của Chautauqua thuyết giảng về một số cổ tích của núi Phú Sĩ - 1913, 1919 và 1923 đã được biết đến rộng rãi ở Mỹ. Một câu ngạn ngữ nổi tiếng của Nhật Bản cho rằng một người người khôn ngoan sẽ leo lên núi Fuji một lần trong đời, nhưng chỉ một kẻ ngốc mới leo nó lần hai. Nó vẫn là một biểu tượng phổ biến trong văn hóa Nhật Bản, bao gồm cả việc xuất hiện trong nhiều bộ phim, truyền cảm hứng cho logo của Infiniti và thậm chí xuất hiện trong y học với ký tự núi Phú Sĩ.
Vào tháng 9 năm 2004, trạm thời tiết đã bị đóng cửa sau 72 năm hoạt động. Các nhà quan sát đã theo dõi các phát hiện ra bão và mưa lớn. Trạm khí tượng cao nhất ở Nhật Bản với độ cao 3.780 mét, đã được thay thế bằng hệ thống khí tượng hoàn toàn tự động.
Kể từ năm 2011, Lực lượng phòng vệ Nhật Bản và Thủy quân lục chiến Hoa Kỳ tiếp tục vận hành các căn cứ quân sự gần núi Phú Sĩ.
Núi Phú Sĩ đã được thêm vào danh sách Di sản Thế giới với tư cách là Địa điểm Văn hóa vào ngày 22 tháng 6 năm 2013. Tuy nhiên, chức hiệu trở nên gây tranh cãi sau khi hai giáo sư tại Trung tâm Di sản Thế giới núi Fuji, tỉnh Shizuoka đã bị buộc thôi việc vì bị quấy rối trong quá trình học thuật bởi các quan chức của chính quyền tỉnh Shizuoka vào tháng 3 năm 2018 và bình luận trên phương tiện truyền thông xã hội kêu gọi hủy bỏ Dòng chữ Di sản Thế giới của núi Phú Sĩ.

## Leo núi
Thời gian nhiều người đăng sơn Phú Sĩ nhất là trong khoảng hai tháng, từ mùng 1 tháng 7 đến 27 tháng 8. Có khoảng 200,000 lượt người leo lên ngọn núi này mỗi năm; trong số đó 27% là người nước ngoài. Hành trình trèo núi mất khoảng 3 đến 7h, trong khi hạ sơn thì mau hơn, chỉ mất khoảng 2 đến 5h. Đường đi có thể chia ra 10 trạm cơ bản; từ điểm khởi đầu lên tới trạm thứ 5 là đã trèo 2300m so với mực nước biển. Hầu hết các hành trình trèo núi là vào ban đêm để khi lên đến đỉnh thì gặp lúc mặt trời mọc buổi sớm mai. Vì lượng người leo núi rất đông, vấn nạn hàng năm là lượng rác thải dọc đường. Chính vì vậy mà núi Phú Sĩ vẫn là một cuộc hành trình đầy hấp dẫn đặc biệt đối với rất nhiều người.

## Rừng Aokigahara
Aokigahara là một rừng ở phía tây bắc chân núi Phú Sĩ. Đặc biệt rừng Aokigahara có những hang động đóng băng quanh năm. Trong số những truyền thuyết về rừng này trong truyện dân gian Nhật Bản về ma, quỷ, Yūrei và Yōkai ám khu rừng và vào thế kỷ 19, Aokigahara là một trong nhiều nơi các gia đình nghèo bỏ rơi những người rất trẻ và rất già. Aokigahara là địa điểm tự tử phổ biến thứ ba trên thế giới sau Cầu Cổng Vàng của San Francisco và Cầu Dương Tử Nam Kinh ở Nam Kinh, Trung Quốc. Kể từ những năm 1950, hơn 500 người đã chết trong rừng, chủ yếu là tự tử. Khoảng 30 vụ tự tử đã được tính hàng năm, với mức cao gần 80 thi thể vào năm 2002. Sự gia tăng các vụ tự tử gần đây đã khiến các quan chức địa phương cố gắng thuyết phục các cá nhân định có ý định tự tử để nghĩ lại kế hoạch tuyệt vọng của họ và đôi khi những thông điệp này đã được chứng minh là có hiệu quả đồng thời khuyến cáo du khách không nên tham quan khu rừng này. Số vụ tự tử trong quá khứ tạo ra một sức hấp dẫn đã tồn tại trong suốt nhiều thập kỷ.
Người dân cho rằng chất đá ở đây có hàm lượng trầm tích sắt rất lớn, có thể làm vô hiệu hóa la bàn và các thiết bị định vị toàn cầu. Do vậy người đi rừng sẽ rất dễ lạc. Tuy nhiên theo khoa học thì trường điện từ do sắt gây ra rất yếu nên không mấy ảnh hưởng các thiết bị. Hiển nhiên là Cục Phòng vệ Nhật Bản và lính thủy quân lục chiến Mỹ thường tập trận trong rừng mà la bàn cùng máy định vị toàn cầu và các thiết bị điện tử khác vẫn hoạt động không bị trở ngại.
Nhiều người trong số những người đi bộ này đánh dấu các tuyến đường đã đi của họ bằng cách để lại băng nhựa màu gây lo ngại cho các quan chức tỉnh cho hệ sinh thái của rừng.

## Thông tin thêm
- Ca sĩ Kyu Sakamoto đã từng thuê người đem một cây đàn piano lên núi để thực hiện một buổi hòa nhạc.
- Logo của công ty Atari và Infiniti đều được thiết kế theo biểu tượng của núi Phú Sĩ.
- Núi Egmont ở New Zealand tương đối giống núi Phú Sĩ ở một số góc nhìn. Vì vậy nó đã được dùng thay thế cho núi Phú Sĩ trong một số phim, như phim The Last Samurai.
- Một nhà hàng Nhật ở Tooting, London cũng được đặt tên là núi Phú Sĩ.
- Tên của tập đoàn máy ảnh - phim chụp ảnh Fujifilm.
- Tên của công ty điện tử Fujitsu

## Thư viện hình

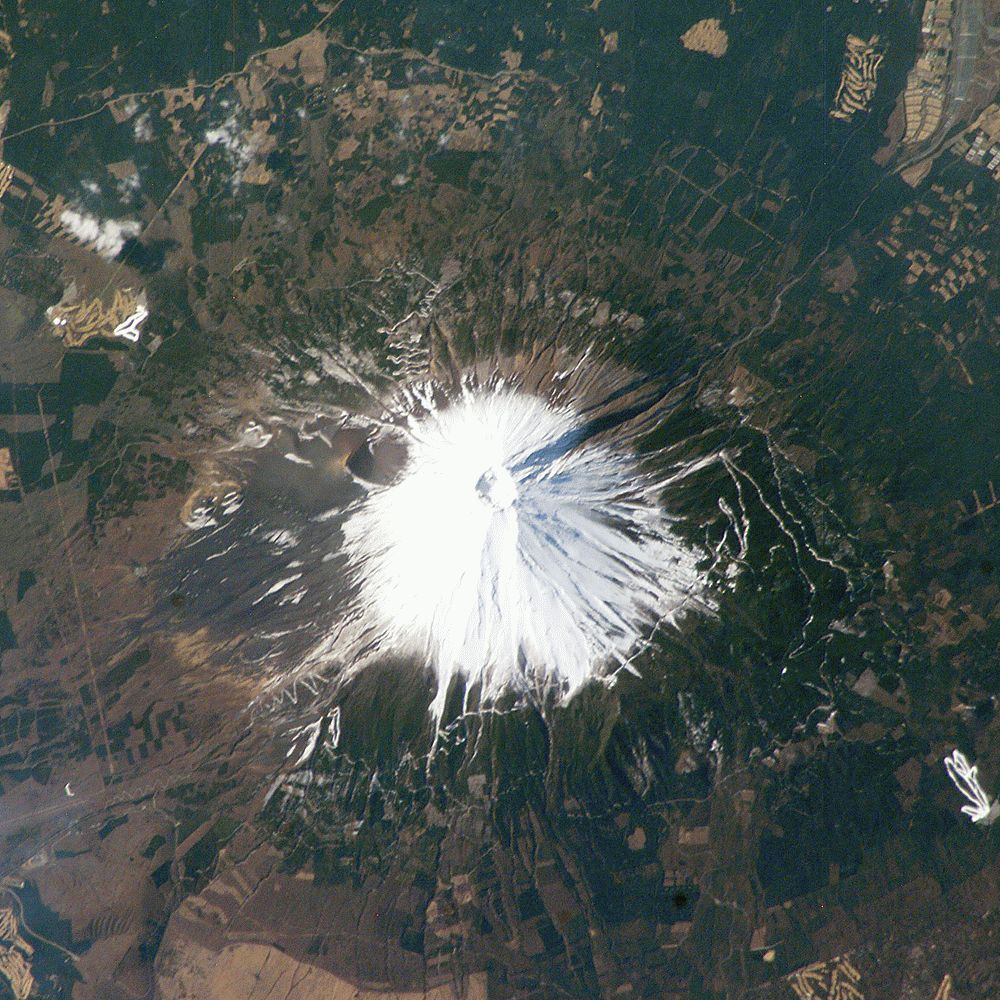
Hình ảnh núi Phú Sĩ từ trên cao do NASA chụp
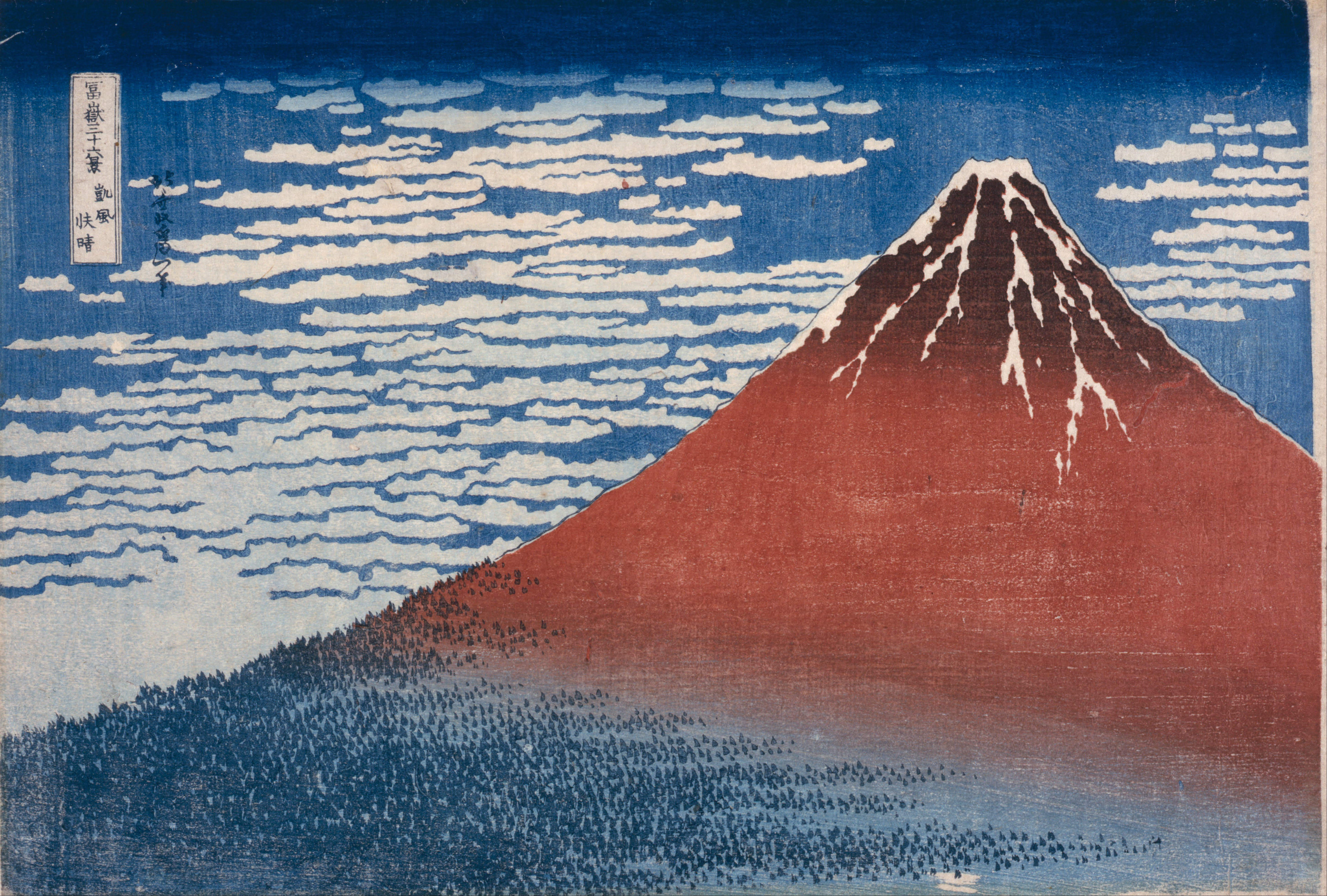
Bức "Núi Phú Sĩ đỏ" của họa sĩ nổi tiếng Hokusai
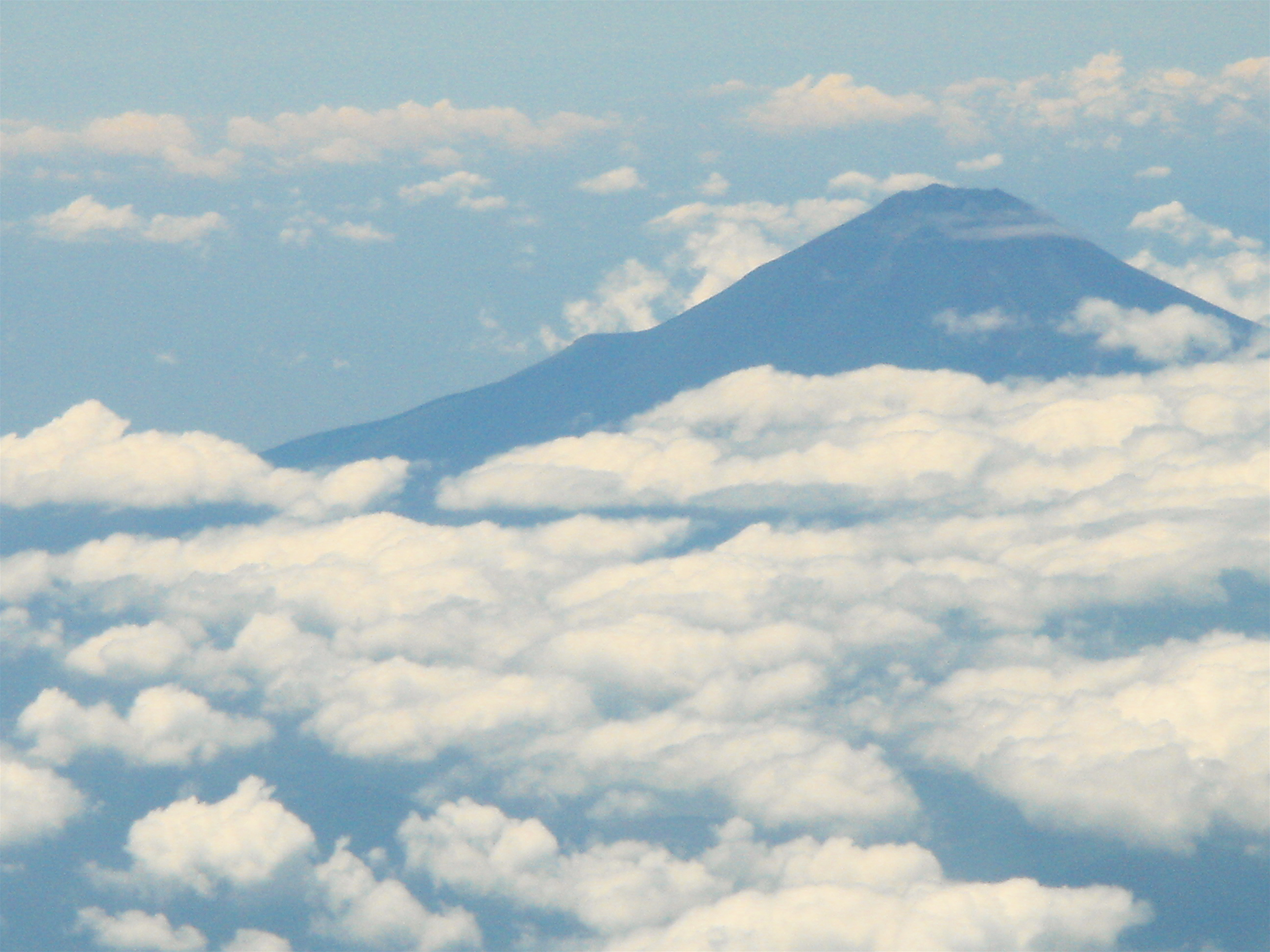
Hình ảnh núi Phú Sĩ chụp từ trên máy bay
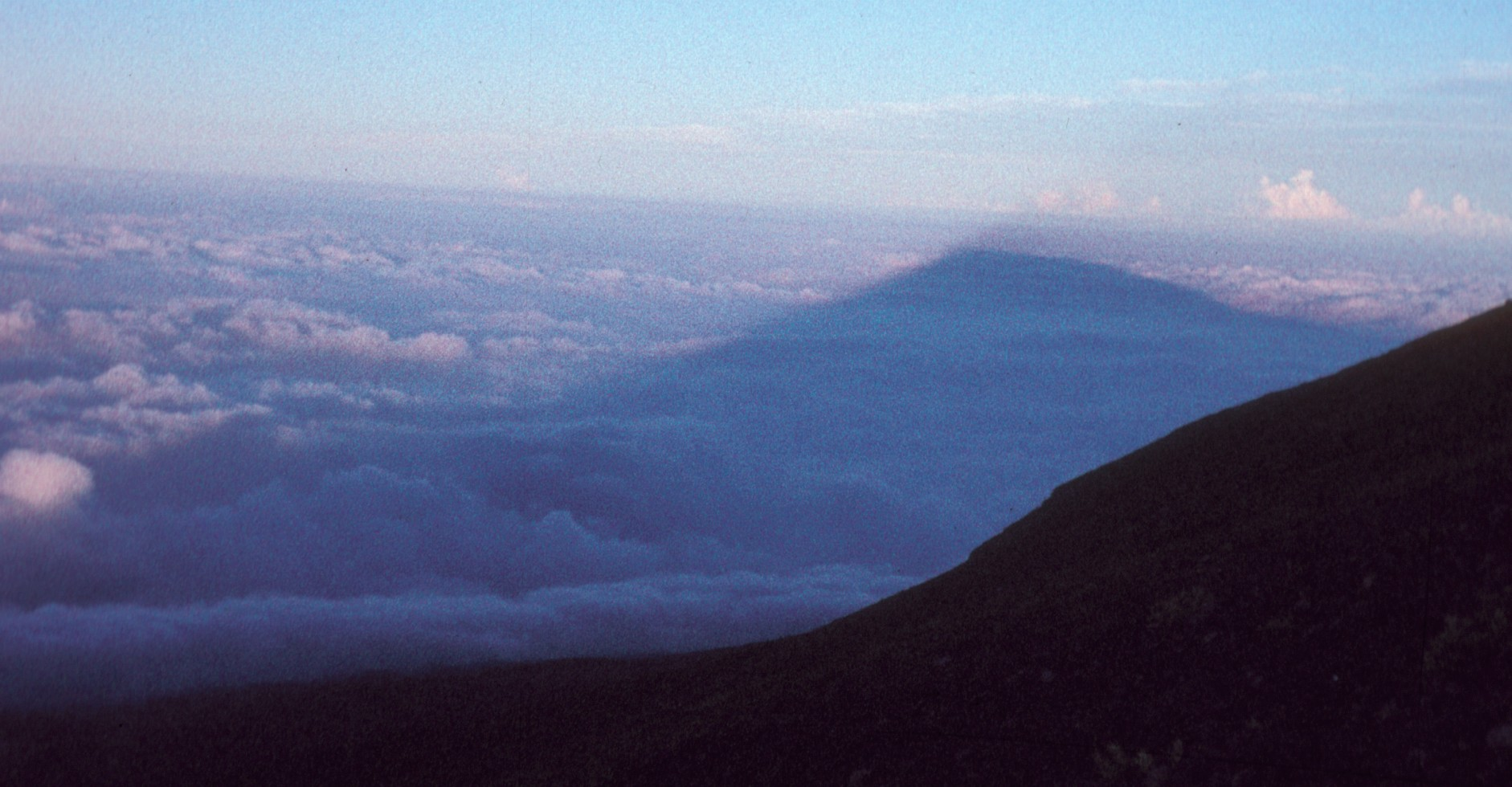
Bóng khuất của núi Phú Sĩ ở phía trên lớp mây
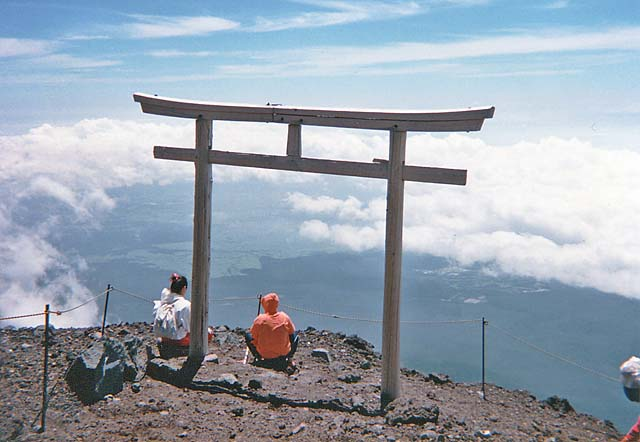
Một cổng đền (Torii) ở gần đỉnh núi Phú Sĩ
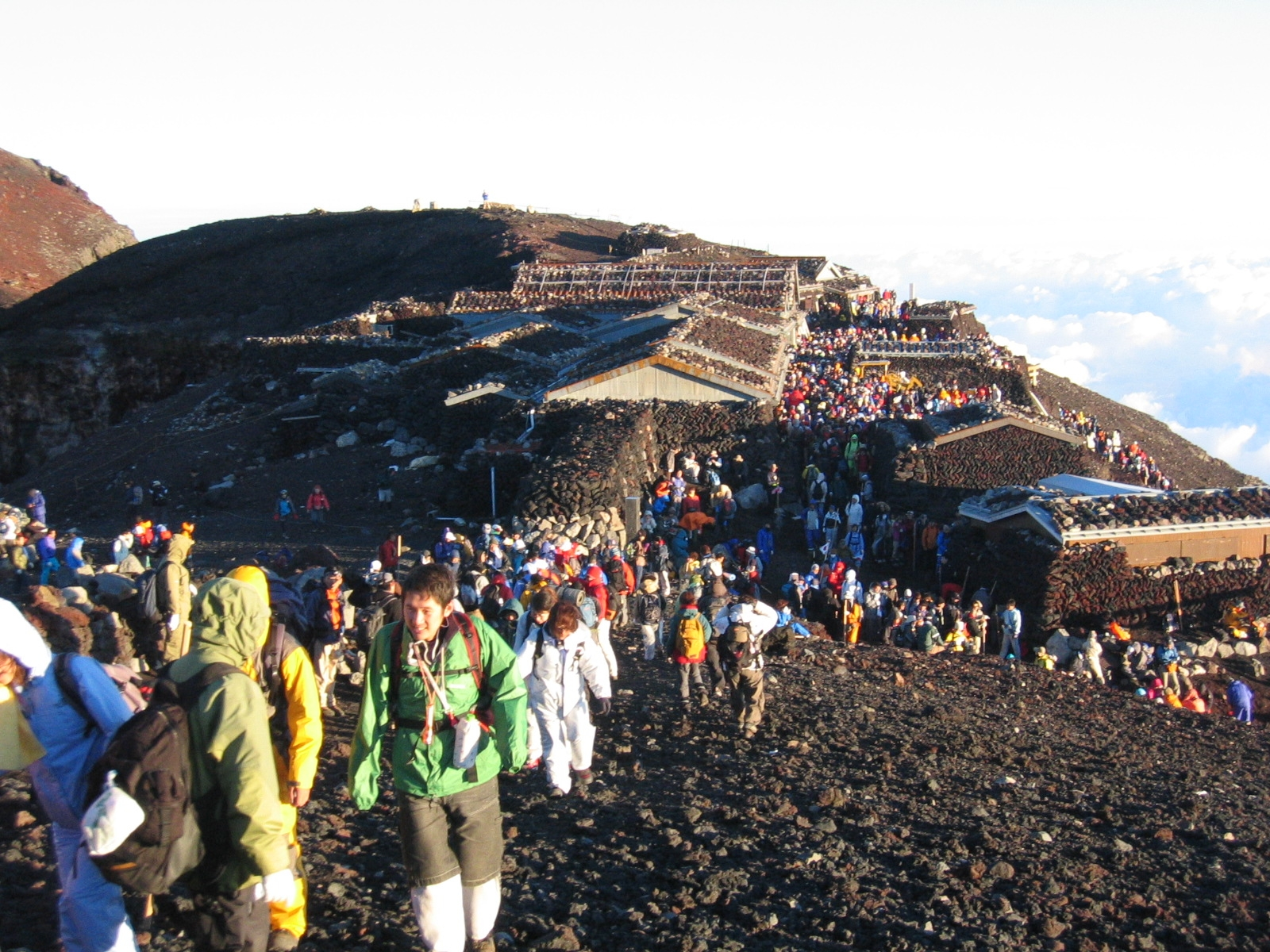
Đoàn người leo núi ở gần đỉnh núi Phú Sĩ
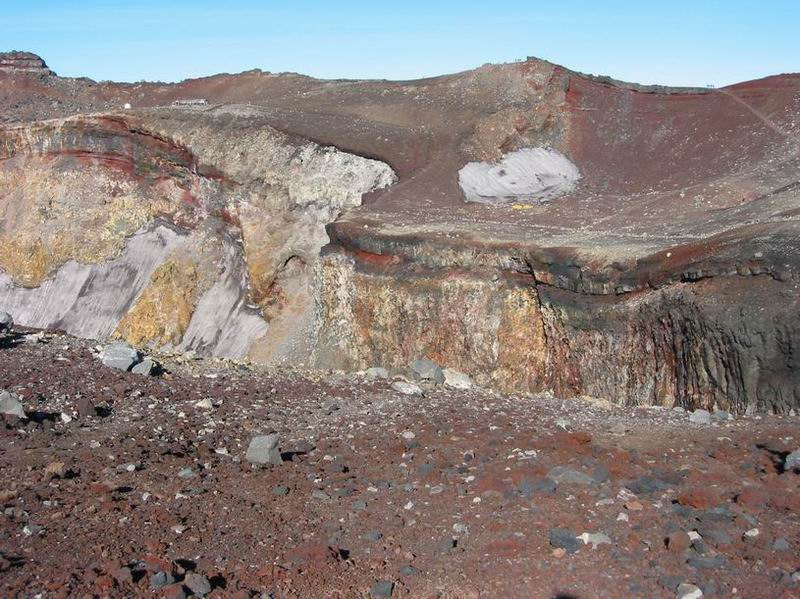
Miệng núi lửa Phú Sĩ
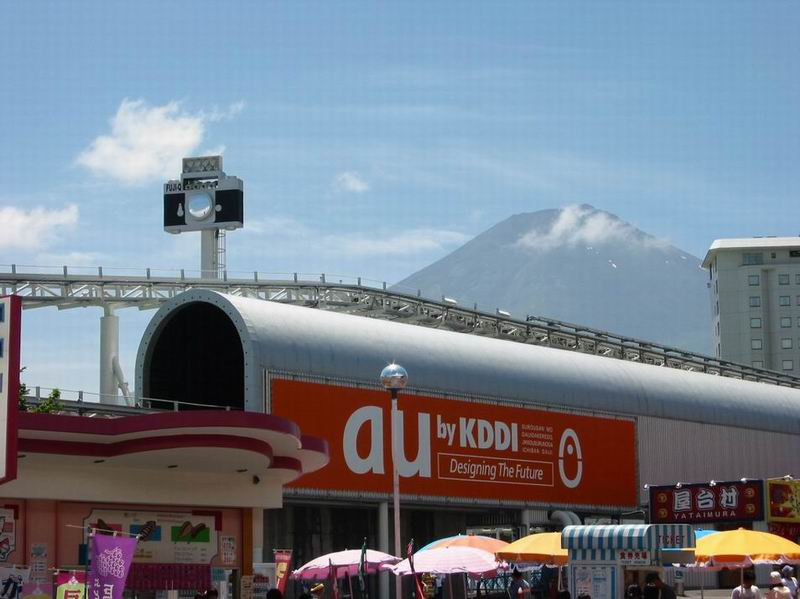
Đỉnh núi Phú Sĩ nhìn từ công viên Fujiyama
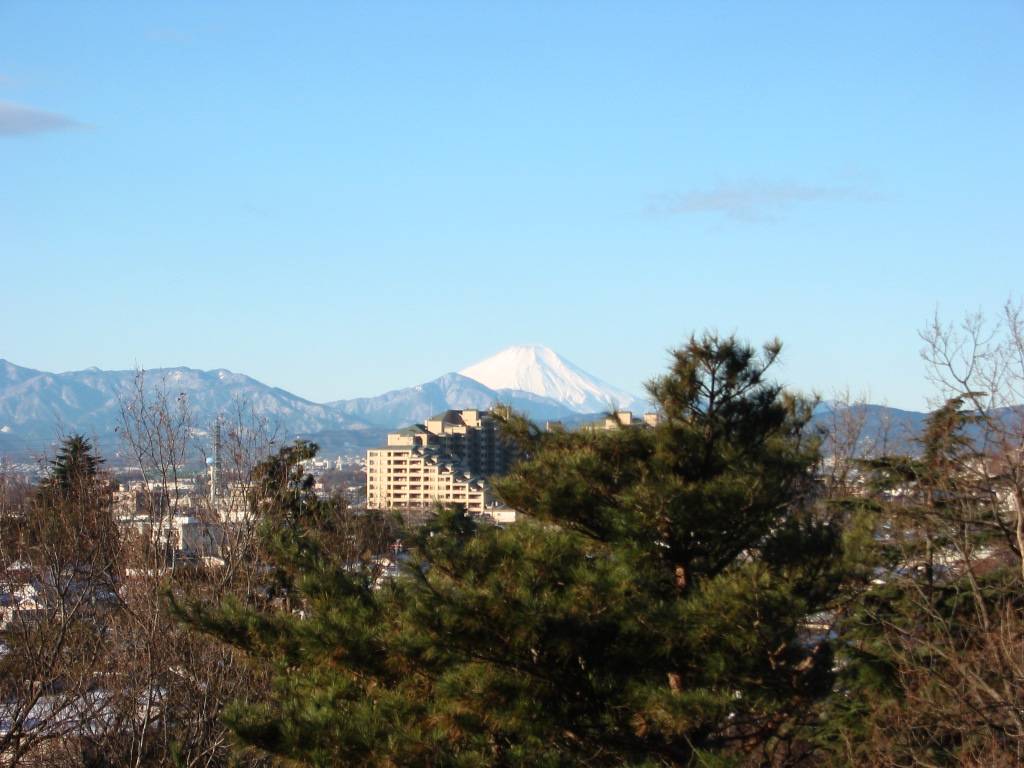
Đỉnh núi Phú Sĩ nhìn từ Tokyo